# Killian Martin
Killian Florian Martin (* 3. April 1998 in Meyrin) ist ein schweizerischer Basketballspieler.

## Werdegang
Martin wurde in den Vereinen Lancy PLO und Bernex Basket ausgebildet. In der Saison 2016/17 erhielt er in Bernex erste Einsatzminuten in der Nationalliga A. In den folgenden sechs Jahren als Mitglied von Union Neuchâtel Basket entwickelte sich Martin vom Ergänzungs- zum Führungsspieler und zum Mannschaftskapitän. Nachdem er in der Saison 2022/23 für Neuchâtel im Durchschnitt 10,7 Punkte sowie 5,6 Rebounds je Begegnung erzielt hatte, nahm er in der Sommerpause 2023 ein Angebot des amtierenden Schweizer Meisters Fribourg Olympic an.
Martin war Schweizer Jugendnationalspieler, später wurde er Mitglied der Schweizer A-Nationalmannschaft. Auch in der Spielart 3×3-Basketball wurde er Nationalspieler.